# 오스마니예주

오스마니예주의 위치

오스마니예주(튀르키예어: Osmaniye ili)는 튀르키예 남부에 위치한 주로, 지중해 지역에 속한다. 주도는 오스마니예이며 면적은 3,767 km2, 인구는 534,415명(2018년 기준), 자동차 번호는 80번, 시외전화 지역번호는 0328번이다. 1996년 아다나주의 일부가 분리되면서 신설되었으며 7개 군을 관할한다.